# Золотоносные руды

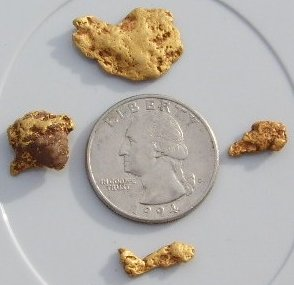
Золотые самородки, найденные в штате Аризона (США)

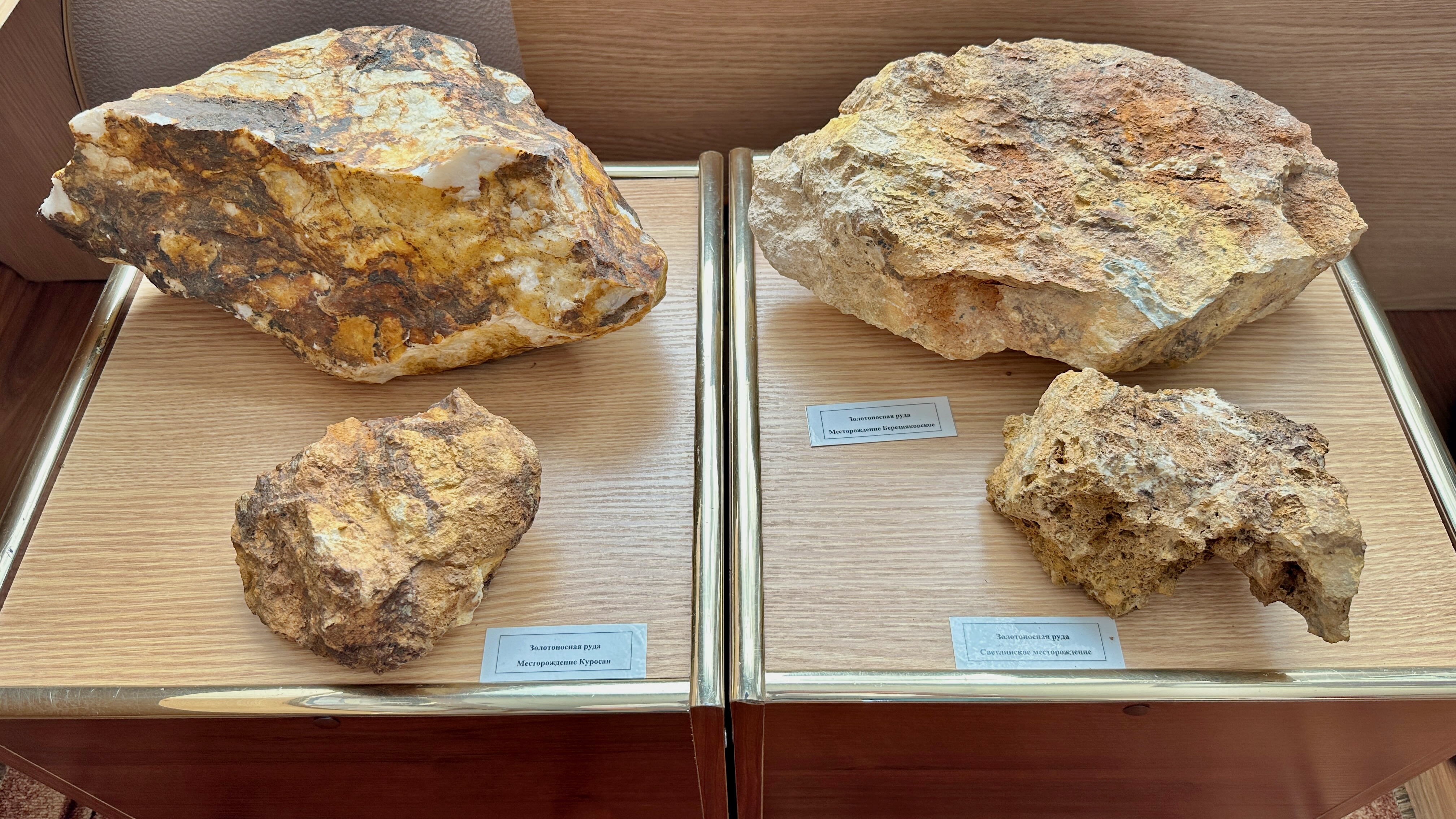
Образцы золотоносных руд месторождений Южного Урала

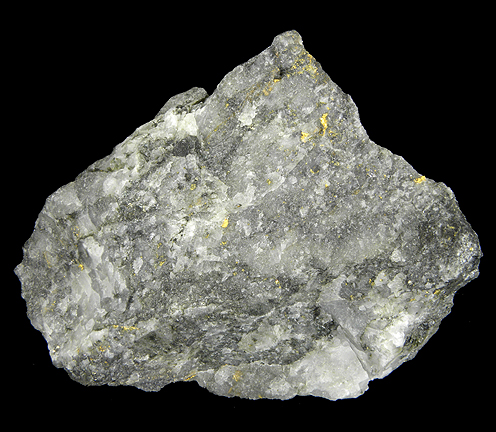
Золото-кварцевая руда

Золотоносные руды (англ. gold ores; нем. Golderzen) — природные минеральные образования (руда) с содержанием золота в таких количествах, которые делают экономически целесообразным извлечение золота.

## Общая характеристика
Различают коренные месторождения (представленные в том числе жилами с содержанием золота 1…30 г/т) и россыпи в виде аллювия (содержание золота 0,5…50 г/м³). Кроме собственно золотоносных руд известны содержащие золото руды меди, никеля, свинца и цинка, серебра, железа (железистые кварциты), марганца, в которых золото выступает как попутный компонент. Обнаружено более 30 минералов золота. Основное промышленное значение имеет золото самородное, второстепенное — кюстелит (Au около 10-20 %) и теллуриды: калаверит — AuTe2 (40-43 % Au), креннерит — (Au, Ag)Те2 (40 % Au), сильванит — (Au, Ag)Te4, (25-27 % Au), петцит Аg3АuТе2 (25 % Au). Редкостные — купроаурид — AuCu2, родит — Au, Rh, порпецит — Au, Pd, ауростибит AuSb2, мальдонит Au2Bi, сульфид золота ютенбогардеит — Аg3AuS2 и др. Попутные компоненты золотоносных руд — Ag, Cu, Pb, Zn, Bi, As, Sb, Те, Hg, W, Sn, Co, Ni.
Различают эндогенные, экзогенные и метаморфизированные золотоносные руды.

## Эндогенные золотоносные руды
Все эндогенные золотоносные руды — гидротермального происхождения. Содержание Au составляет от 2-3 до нескольких сотен г/т. Образуют массивные плитоподобные, седловидные жилы, трубоподобные тела, прожилковые и штокверковые залежи.
Состав золотоносных руд разнообразный (до 200 минералов). Преобладают золото-сульфидно-кварцевые руды. Присутствуют карбонаты кальция и железа, барит, хлорит, серицит, турмалин. Среди рудных минералов преобладает пирит, реже — арсенопирит. Им сопутствуют пиротин, сульфиды и сульфосоли меди, свинца, цинка, висмута, серебра, оксиды железа, самородное серебро, висмут, в отдельных случаях — теллуриды.

## Экзогенные золотоносные руды
Экзогенные золотоносные руды сосредоточены в россыпях, реже в зонах окисления золотоносных сульфидных месторождений. Золото встречается в виде обкатаных и полуобкатаных зёрен, чешуек (размер 0,5-4 мм), иногда сростков с кварцом в песке или глинистом материале, содержащем валуны, гальку и (или) щебень разных пород. Встречаются самородки. Содержание Au — от 100—150 мг/м³ до десятков г/м³, проба — от 800 до 950. В зонах окисления золото концентруется в нижних частях окисленных руд, преимущественно в ассоциации с гидроксидами железа и марганца, с гипергенными минералами меди, мышьяка, серебра, карбонатами, каолинитом. Содержание Au — от 2-3 до 10 г/т. Золотоносные руды образуют сложные залежи, линзы и гнёзда.

## Метаморфизированные золотоносные руды
Метаморфизированные золотоносные руды связаны с пластами золотоносных конгломератов, реже — гравелитов. Золото в виде зёрен, изредка полуобкатанных (5-100 мкм), уложено в кварц-серицит-хлоритовом цементе, а также в форме тонких прожилок, которые пересекают кварцевую гальку. Содержание Au 3-20 г/т, пробность выше 900.

## Добыча золотоносных руд
Основная статья — Золотодобыча
Суммарное количество золота, добытого из недр Земли в исторически обозримый период, по оценкам специалистов, превышает 135 тыс. т. Причём, более 40 % этого количества представлено ювелирными изделиями, 30 % сосредоточено в государственных резервах, почти 20 % находится в виде слитков и монет, и только 10 % используется промышленностью в технических и технологических целях.
В конце XX столетия стало выгодно перерабатывать бедные и труднообогащаемые руды: включать в эксплуатацию внебалансовые запасы; возобновлять эксплуатацию ранее «законсервированных» карьеров и полигонов, рудников и шахт; перерабатывать техногенные отвалы многих горно-обогатительных комбинатов. Кардинальные изменения произошли в технологии обогащения золотоносных руд за счёт кучного, а также кучного с цианизацией и биологического выщелачивания в колонах, метода «уголь в пульпе», совершенствования других пиро- и гидрометаллургических способов (например, автоклавного обогащения тугоплавких руд). Это обусловило повышение рентабельности вторичной переработки бедных руд и «хвостов» обогатительных фабрик с содержанием золота на уровне 1,0-0,3 г/т и менее.
Резкому снижению прямых затрат и общих потерь в производстве золота способствовали быстрый переход с подземного на открытый способ отработки месторождений (за период с 1988 по 2003 годы доля открытого способа отработки увеличилась в мире с 30 до 70 %) и активное внедрение высокопродуктивной техники на горных работах, при транспортировании и переработке руды.
Мировая добыча золота в 2009 году составила 2572 тонны. Крупнейшие продуценты:
- Южная Африка (220 т. (2008 г)[2]),
- США (298 т. (2002 г)[3]),
- Австралия (225 т. (2009 г)[4]),
- Индонезия (90 т (2008 г)[4]),
- Китай (313.98 т. (2009 г)[5]),
- Россия (205,2 т. (2009 г)[6]),
- Канада (95 т. (2009 г)[7]),
- Перу (175 т. (2008 г)[4]),
- Узбекистан (85 т. (2001 г)),
- Гана (72 т. (2001 г)).

## Переработка золотоносных руд
Основная статья — Обогащение золотоносных руд
Россыпи и конгломераты перерабатывают по гравитационным схемам. После гравитационного обогащения может использоваться флотация для повышения извлечения тонких зёрен золота. Коренные руды обогащаются в основном по комбинированным схемам с использованием флотации.
Схемы и режимы переработки руд существенно зависят от их минерального состава, разрушенности, наличия или отсутствия примесей, осложняющих извлечение золота, а также от размеров частичек золота.